# Romance Is Boring
Romance Is Boring ist das dritte Studioalbum der walisischen Indie-Pop-Band Los Campesinos!. Es wurde an verschiedenen Studios in den Vereinigten Staaten und Wales aufgenommen und produziert von John Goodmanson. Veröffentlicht wurde es am 26. Januar 2010 in den USA und am 1. Februar in Großbritannien. In Deutschland erschien Romance Is Boring am 29. Januar. Das Album beinhaltet Gastauftritte von Jamie Stewart von Xiu Xiu, Zac Pennington von Parenthetical Girls und Jherek Bischoff von The Dead Science. Es handelt laut Frontmann Gareth von „Tod und Fußball“. Albumcover und Artwork stammt von der Fotografin Cari Ann Wayman.

## Titelliste
Alle Liedtexte wurden von Gareth geschrieben (Titel vier und elf von Aleks und Gareth). Alle Lieder wurde von Tom komponiert und alle Geigenstücke von Harriet und Tom.
1. In medias res – 4:42
2. There Are Listed Buildings – 2:54
3. Romance Is Boring – 2:35
4. We’ve Got Your Back (Documented Minor Emotional Breakdown #2) – 4:29
5. Plan A – 2:02
6. 200-102 – 0:53
7. Straight in at 101 – 3:55
8. Who Fell Asleep In – 4:11
9. I Warned You: Do Not Make an Enemy of Me – 2:47
10. Heart Swells/100-1 – 0:46
11. I Just Sighed. I Just Sighed, Just So You Know – 4:38
12. A Heat Rash in the Shape of the Show Me State; or, Letters from Me to Charlotte – 3:43
13. The Sea Is a Good Place to Think of the Future – 4:24
14. This Is a Flag. There Is No Wind – 3:28
15. Coda: A Burn Scar in the Shape of the Sooner State – 2:52
16. Too Many Flesh Suppers (iTunes-Bonus-Track) – 4:49

## Rezeption
Die Kritiken zum Album waren größtenteils positiv. Bei Metacritic hat Romance Is Boring eine Durchschnittsbewertung von 75, basierend auf 28 Kritiken.
Josh Modell von Spin vergab 3,5 von 5 Punkten und bezeichnete Gareth Campesinos! als „einen der bewegendsten und sarkastischsten Liedtextschreiber seit Jahren“. Lisa Wrights (NME) Kritik war ebenfalls mit 8 von 10 Punkten sehr positiv: „Was Romance Is Boring besonders zu einem bedeutenden Schritt vorwärts macht ist seine unglaubliche strukturelle Zusammenhängigkeit die trotzdem alles, was sie zuvor veröffentlicht haben wegbläst, in Sachen strukturelle Komplexität, technisches Können und allgemeines Experimentieren; jeder Track scheint ein Element zu nehmen, welches zuvor schon angespielt wurde und dehnt es zu einer vollen Form aus.“

## Chartplatzierungen
| ChartsChartplatzierungen     | Höchstplatzierung | Wochen |
| ---------------------------- | ----------------- | ------ |
| Vereinigtes Königreich (OCC) | 92 (1 Wo.)        | 1      |

## Weitere Besetzung
- Backing Vocal: Zac Pennington
- Gesang: Jamie Stewart
- Gesang, Toningenieur: Eric Corson
- Gesang, Posaune, Kontrabass: Jherek Bischoff
- Saxophon, Flöte: Izaak Mills
- Trompete, Flügelhorn: Samantha Boshnack
- Produktion, Tonaufnahme, Abmischung: John Goodmanson
- Mastering: Guy Davie